# Murcia Open 2024 - Doppio
Il doppio del torneo di tennis professionistico Murcia Open 2024, facente parte della categoria Challenger 75 nell'ambito dell'ATP Challenger Tour 2024, si è giocato dal 18 al 24 marzo a Murcia, in Spagna. Tra le coppie partecipanti erano assenti Daniel Rincón e Abedallah Shelbayh, i detentori del titolo.
In finale Théo Arribagé e Victor Vlad Cornea hanno sconfitto Arjun Kadhe e Jeevan Nedunchezhiyan con il punteggio di 7–5, 6–1.

## Teste di serie
1. Théo Arribagé /  Victor Vlad Cornea (campioni)
2. Bart Stevens /  Petros Tsitsipas (quarti di finale)

1. Luke Johnson /  Luis David Martínez (primo turno)
2. Anirudh Chandrasekar /  Vijay Sundar Prashanth (quarti di finale)

## Wildcard
1. Javier Barranco Cosano /  Pablo Llamas Ruiz (primo turno)

1. Ivan Gakhov /  Alexandru Jecan (primo turno)

## Tabellone

### Legenda
| - Q = Qualificato - WC = Wild card - LL = Lucky loser | - ALT = Alternate - SE = Special Exempt - PR = Protected Ranking | - w/o = Walkover - r = Ritirato - d = Squalificato |

|  | Primo turno | Primo turno                       | Primo turno                       | Primo turno | Primo turno |  |  | Quarti di finale | Quarti di finale                | Quarti di finale                | Quarti di finale                | Quarti di finale                |   |   | Semifinali | Semifinali                       | Semifinali                       | Semifinali                        | Semifinali                        |   |   | Finale | Finale | Finale | Finale | Finale |  |
|  |             |                                   |                                   |             |             |  |  |                  |                                 |                                 |                                 |                                 |   |   |            |                                  |                                  |                                   |                                   |   |   |        |        |        |        |        |  |
|  | 1           | T Arribagé VV Cornea              | T Arribagé VV Cornea              | 6           | 6           |  |  |                  |                                 |                                 |                                 |                                 |   |   |            |                                  |                                  |                                   |                                   |   |   |        |        |        |        |        |  |
|  |             | A-u-H Qureshi D Vega Hernández    | A-u-H Qureshi D Vega Hernández    | 1           | 4           |  |  | 1                | T Arribagé VV Cornea            | T Arribagé VV Cornea            | 7                               | 6                               |   |   |            |                                  |                                  |                                   |                                   |   |   |        |        |        |        |        |  |
|  |             | J Choinski D Yevseyev             | J Choinski D Yevseyev             | 6           | 6           |  |  |                  | J Choinski D Yevseyev           | J Choinski D Yevseyev           | 5                               | 3                               |   |   |            |                                  |                                  |                                   |                                   |   |   |        |        |        |        |        |  |
|  | WC          | J Barranco Cosano P Llamas Ruiz   | J Barranco Cosano P Llamas Ruiz   | 1           | 4           |  |  |                  |                                 |                                 |                                 |                                 |   |   | 1          | T Arribagé VV Cornea             | T Arribagé VV Cornea             | 6                                 | 6                                 |   |   |        |        |        |        |        |  |
|  | 4           | A Chandrasekar VS Prashanth       | A Chandrasekar VS Prashanth       | 6           | 6           |  |  |                  |                                 |                                 | L Margaroli S Rodríguez Taverna | L Margaroli S Rodríguez Taverna | 4 | 4 |            |                                  |                                  |                                   |                                   |   |   |        |        |        |        |        |  |
|  |             | R Bollipalli N Kaliyanda Poonacha | R Bollipalli N Kaliyanda Poonacha | 3           | 3           |  |  | 4                | A Chandrasekar VS Prashanth     | A Chandrasekar VS Prashanth     | 3                               | 5                               |   |   |            |                                  |                                  |                                   |                                   |   |   |        |        |        |        |        |  |
|  |             | L Margaroli S Rodríguez Taverna   | 4                                 | 6           | [10]        |  |  |                  | L Margaroli S Rodríguez Taverna | L Margaroli S Rodríguez Taverna | 6                               | 7                               |   |   |            |                                  |                                  |                                   |                                   |   |   |        |        |        |        |        |  |
|  |             | S Martos Gornés O Roca Batalla    | 6                                 | 3           | [8]         |  |  |                  |                                 |                                 |                                 |                                 |   |   | 1          | Théo Arribagé Victor Vlad Cornea | Théo Arribagé Victor Vlad Cornea | 7                                 | 6                                 |   |   |        |        |        |        |        |  |
|  |             | S Balaji A Begemann               | S Balaji A Begemann               | 6           | 6           |  |  |                  |                                 |                                 |                                 |                                 |   |   |            |                                  |                                  | Arjun Kadhe Jeevan Nedunchezhiyan | Arjun Kadhe Jeevan Nedunchezhiyan | 5 | 1 |        |        |        |        |        |  |
|  |             | A Göransson A Pellegrino          | A Göransson A Pellegrino          | 3           | 2           |  |  |                  | S Balaji A Begemann             | 6                               | 3                               | [7]                             |   |   |            |                                  |                                  |                                   |                                   |   |   |        |        |        |        |        |  |
|  |             | F Cabral H Rocha                  | 6                                 | 4           | [12]        |  |  |                  | F Cabral H Rocha                | 4                               | 6                               | [10]                            |   |   |            |                                  |                                  |                                   |                                   |   |   |        |        |        |        |        |  |
|  | 3           | L Johnson LD Martínez             | 2                                 | 6           | [10]        |  |  |                  |                                 |                                 |                                 |                                 |   |   |            | F Cabral H Rocha                 | F Cabral H Rocha                 | 4                                 | 64                                |   |   |        |        |        |        |        |  |
|  |             | A Kadhe J Nedunchezhiyan          | A Kadhe J Nedunchezhiyan          | 6           | 6           |  |  |                  |                                 |                                 | A Kadhe J Nedunchezhiyan        | A Kadhe J Nedunchezhiyan        | 6 | 7 |            |                                  |                                  |                                   |                                   |   |   |        |        |        |        |        |  |
|  |             | I Liutarevich V Manafov           | I Liutarevich V Manafov           | 4           | 4           |  |  |                  | A Kadhe J Nedunchezhiyan        | A Kadhe J Nedunchezhiyan        | 6                               | 6                               |   |   |            |                                  |                                  |                                   |                                   |   |   |        |        |        |        |        |  |
|  | WC          | I Gakhov A Jecan                  | 3                                 | 6           | [10]        |  |  | 2                | B Stevens P Tsitsipas           | B Stevens P Tsitsipas           | 4                               | 2                               |   |   |            |                                  |                                  |                                   |                                   |   |   |        |        |        |        |        |  |
|  | 2           | B Stevens P Tsitsipas             | 6                                 | 3           | [12]        |  |  |                  |                                 |                                 |                                 |                                 |   |   |            |                                  |                                  |                                   |                                   |   |   |        |        |        |        |        |  |